# Yasuyuki Satō
Yasuyuki Satō (佐藤 康之?, Satō Yasuyuki; Prefettura di Hiroshima, 12 aprile 1966) è un ex calciatore giapponese, di ruolo difensore.
Vanta un centinaio di presenza nella massima divisione giapponese.